# Цигански харач
Цигански харач је био посебна дажбина коју су једно време плаћали Роми (Цигани) у Србији. До 1853. сви Роми без разлике у занимању плаћали су цигански харач који се делио на три класе: пунолетни су плаћали 24 гроша, малолетни 12 гроша, а деца (до 14 година) 8 гроша.
Потом су извршене значајне измене: Роми који су имали какву непокретну имовину или си су били стално настањени у неком месту и ту се бавили занатством односно трговином, плаћали су данак и општинске терете као и сви становници Србије, а остали су плаћали цигански харач.
Законом о непосредним порезима 1864. ова дажбина је укинута.